# Chad Brown
Martin Lewis 'Chad' Brown (New York, 13 augustus 1961 – aldaar, 2 juli 2014) was een Amerikaans professioneel pokerspeler, commentator bij pokerprogramma's en voormalig acteur. Hij won onder meer het $1.000 Seven Card Stud Hi/Lo-toernooi van de Bellagio Five Diamond Poker Classic 2002 in Las Vegas, het $ 500 Pot Limit Omaha-toernooi van het Gulf Coast Poker Championship 2009 in Biloxi en het $5.000 No Limit Hold'em - Championship Event van het Gulf Coast Poker Championship 2009 in Biloxi.
Brown won meer dan $3.600.000,- in live pokertoernooien (cashgames niet meegerekend). Hij trouwde in april 2009 met eveneens professioneel pokerspeelster Vanessa Rousso. Zij maakte in februari 2011 via Twitter bekend dat er een zeldzame vorm van kanker was vastgesteld bij Brown en dat er middels een operatie een vijf kilo zware tumor uit zijn buik was verwijderd. Een maand later zat Brown weer aan tafel en won hij $2.000 No Limit Hold'em-toernooi van de Wynn Classic 2011 in Las Vegas (goed voor $73.088,-). Op 2 juli 2014 overleed Brown uiteindelijk aan de gevolgen van kanker in het Calvary Hospital Hospice in New York. Collegapokerspeler Todd Brunson nam de dag erna plaats aan de finaletafel van het $10.000 7 Card Stud-toernooi van de World Series of Poker 2014 in een shirt met 'Chad Brown' op de borst als eerbetoon.

## Wapenfeiten
Brown introduceerde zich als speler aan de professionele pokerwereld tijdens de World Series of Poker (WSOP) van 1993. Daarop werd hij toen elfde in het $1.500 Limit Hold'em-toernooi. Dat was het begin van een reeks die op de World Series of Poker 2010 uitmondde in zijn dertigste WSOP-cash. Daarbij kwam hij verschillende keren dicht bij het winnen van zijn eerste WSOP-titel. Zo werd Brown tweede in zowel het $1.500 Seven Card Stud-toernooi van de World Series of Poker 2004, het $2.000 Seven Card Stud Hi/Lo-toernooi van de World Series of Poker 2005 als het  $5.000 World Championship No Limit Deuce to Seven Draw van de World Series of Poker 2007. Ook werd hij meer dan eens derde, vierde, of vijfde in een WSOP-toernooi.
Het $10.000 Championship Event - No Limit Hold'em-toernooi van de Gold Strike World Poker Open in Tunica was het eerste toernooi van de World Poker Tour (WPT) waarop Brown in het prijzengeld kwam. Hij werd 37e, goed voor $15.732,- Voor het jaar ten einde was, speelde hij zich naar prijzen in nog vier WPT-toernooien. Daarbij werd Brown onder meer zesde in het $10.000 WPT Main Event - No Limit Hold'em-toernooi van Bay 101 Shooting Stars 2006 in San Jose (goed voor $200.000,- aan prijzengeld) en negende op de Five-Star World Poker Classic 2006 in Las Vegas (goed voor $205.040,-). Op de World Poker Classic ontmoette hij toen bovendien Rousso, met wie hij drie jaar later trouwde.
Brown behoorde voor het eerst tot de prijswinnaars op de European Poker Tour (EPT) tijdens het £3.500 Main Event - No Limit Hold'em van de European Poker Championships 2006 in Londen. Hij werd toen vijfde, goed voor £50.600,- ($110.345,-).

## Ere-bracelet
Brown won nooit een toernooi van de World Series of Poker en verdiende daarom nooit een bijbehorende 'bracelet' op die manier. Toen duidelijk werd dat hij niet meer kon deelnemen aan de World Series of Poker 2014, besloot de organisatie van de WSOP Brown te eren voor zijn verdiensten voor het poker. Vicevoorzitter Jack Eiffel reikte hem daarom op zaterdag 28 juni een speciaal voor dit doel vervaardigde 'ere-bracelet' uit. Tijdens de hierbij behorende ceremonie sprak Eiffel en zei hij 'with a third and two (sic) second place finishes on the résumé, it was only going to be a matter of time" before Chad won a WSOP title.'

## Titels
Brown won verschillende toernooien die niet tot de WSOP, WPT of EPT behoren, zoals:
- het $1.000 Seven Card Stud Hi/Lo-toernooi van de Bellagio Five Diamond Poker Classic 2002 in Las Vegas ($36.084,-)
- het $1.500 Seven Card Stud-toernooi van de L.A. Poker Classic 2004 ($45.600,-)
- het $ 500 Pot Limit Omaha-toernooi van het Gulf Coast Poker Championship 2009 in Biloxi ($32.301,-)
- het $5.000 No Limit Hold'em - Championship Event van het Gulf Coast Poker Championship 2009 in Biloxi ($225.567,-)
- het $1.000 No Limit Hold'em - Heads Up-toernooi van de Caesars Palace Classic 2009 in Las Vegas ($22.254,-)
- het $2.000 No Limit Hold'em-toernooi van de Wynn Classic 2011 in Las Vegas ($73.088,-)